# Jaye P. Morgan
Jaye P. Morgan est une actrice et chanteuse américaine née le 3 décembre 1931 à Mancos, Colorado (États-Unis).

## Filmographie
- 1972 : Adventures of Nick Carter (TV) : Plush Horse Singer
- 1973 : The All-American Boy : Magda
- 1980 : Loose Shoes : Stop-It Nurse
- 1984 : Patrouille de nuit : Kate Parker
- 1992 : Maman, j'ai encore raté l'avion (Home Alone 2: Lost in New York) de Chris Columbus : Celeb #2

## Discographie
- 1953 : Jaye P. Morgan and Orchestra (10"), Royale 18122
- 1954 : Jaye P. Morgan and Orchestra (10"), Royale 18147
- 1954 : Jaye P. Morgan and Orchestra (10"), Royale 18162
- 1955 : Jaye P. Morgan sings with Frank DeVol’s Orchestra, Allegro Royale 1604
- 1956 : Jaye P. Morgan, RCA Victor LPM-1155
- 1958 : Just You, Just Me, RCA Victor LPM-1682
- 1959 : Slow & Easy, MGM E3774
- 1960 : Up North, MGM E383
- 1960 : Down South, MGM E3867
- 1961 : That Country Sound, MGM E3940
- 1970 : What Are You Doing The Rest Of Your Life, Beverly Hills BHS-24
- 1976 : Jaye P. Morgan, Candor C-1001
- 1983 : Lately!, Palace PLP-S6540
- 1995 : Jaye P. Morgan & Kaye Ballard – Long Time Friends, AVL95320